# Al-Halladj
Al-Halladj (arabisk: ‏منصور الحلاج, persisk: ابوالمغیث حسین بن منصور حلاج) (født august 858 i Shūshtar, Iran, død 26. marts 922 i Baghdad) var en digter og mystiker, som i 922 blev henrettet i Baghdad for blasfemi.
1. ↑  Navnet er anført på svensk og stammer fra Wikidata hvor navnet endnu ikke findes på dansk.